# Patrick Laidlaw
Sir Patrick Playfair Laidlaw, häufig P. P. Laidlaw zitiert, (* 26. September 1881 in Glasgow; † 19. März 1940 in London) war ein britischer Virologe, Biochemiker und Pathologe.

## Leben und Wirken
Laidlaw war der Sohn des schottischen Arztes Robert Laidlaw, der später im Missionsdienst war, zum Beispiel auf den Seychellen. Über seine Mutter Elizabeth Playfair war er mit der bekannten britischen Wissenschaftler- und Ärztefamilie Playfair verwandt. Laidlaw besuchte die Leys School in Cambridge (wo er Biologieunterricht bei Henry Hallett Dale hatte) und studierte am St John’s College der Universität Cambridge (wo er sich insbesondere für Biochemie interessierte) und am Guy’s Hospital in London, wo er 1904 seinen M.D. Abschluss mit Schwerpunkt Physiologie machte und auch kurze Zeit als Instructor für Physiologie arbeitete. 1909 wurde er Mitarbeiter von Henry Dale Wellcome Physiological Research Laboratories. 1914 wurde er Professor für Pathologie am St. Guy’s Hospital. 1922 ging er an das National Institute for Medical Research (NIMR), um Virusforschung zu betreiben. Er war dort Deputy Director und Leiter der experimentellen Pathologie.
Laidlaw befasste sich mit biochemischer Pathologie. Mit Henry Hallett Dale erkannte er 1910 die Rolle des Histamins bei Allergischen Reaktionen. Sie fanden die Wirkungen von Histamin ähnlich von denen eines anaphylaktischen Schocks. Damals viel beachtet waren auch seine Arbeiten über Blutpigmente (Häme), die er noch als Student ausführte.
Mit dem Veterinär-Chirurgen George William Dunkin (1886–1942) isolierte er 1923 das Virus der Hundestaupe, das sie auf Frettchen übertragen konnten, und Laidlaws Team entwickelte einen Impfstoff dagegen. Dabei benutzten sie Frettchen als Versuchstiere, und diese Untersuchungen waren auch Ausgangspunkt der Entdeckung des Influenzavirus.
1933 gelang ihm am NIMR mit Christopher Andrewes und Wilson Smith die Isolierung des menschlichen Influenzavirus, das sie auf Frettchen übertragen konnten.
Anlässlich des 70. Geburtstags von König Georg V. am 3. Juni 1935 wurde Laidlaw geadelt. Zeitlebens war er von schwacher Gesundheit, da er als Kind an Polio erkrankt war. Er starb mit 59 Jahren im Schlaf an einem Herzinfarkt.
Er war Fellow des Royal College of Physicians (1934) und der Royal Society (1927). 1933 erhielt er deren Royal Medal. Kurz vor seinem Tod wurde er Ehren-Fellow des St. John’s College in Cambridge. 1938 war er Rede Lecturer in Cambridge (Virus diseases and Viruses).

## Quelle
- Martin Edwards: Control and the Therapeutic Trial. Rhetoric and Experimentation in Britain 1918-1948 (Clio Medica Series). Editions Rodopi, Amsterdam 2007, S. 123, ISBN 978-90-420-2273-7.
- Nachruf im Biomedical Journal, Band 34 (1940)
- Nachruf im Journal of Pathology, Band 51 (1941), S. 145, ISSN 0022-3417